# Isole Sottovento Britanniche
Le Isole Sottovento Britanniche (in inglese: British Leeward Islands) sono state una colonia della corona britannica istituita nel 1833 comprendente le seguenti isole:
- Anguilla;
- Antigua;
- Barbuda;
- Dominica (fino al 1940, quando fu aggregata alle Isole Sopravento Britanniche);
- Isole Vergini Britanniche;
- Montserrat;
- Nevis;
- Saint Kitts.

L'entità politica si è dissolta nel 1958: le isole che ne facevano parte, ad eccezione delle Isole Vergini, confluirono nella Federazione delle Indie Occidentali, insieme alle Isole Sopravento Britanniche, Barbados, Giamaica e Trinidad e Tobago.